# اورالدو
اورالدو (پرتغالی: Everaldo; ۱۱ سپتامبر ۱۹۴۴ – ۲۸ اکتبر ۱۹۷۴) بازیکن فوتبال اهل برزیل بود.
از باشگاه‌هایی که در آن بازی کرده‌است می‌توان به باشگاه ورزشی ژوونتود و باشگاه فوتبال گرمیو اشاره کرد.
وی همچنین در تیم ملی فوتبال برزیل بازی کرده‌است.